# Codex Vaticanus Graecus 64
Codex Vaticanus Graecus 64 е гръцки ръкопис, написан на пергамент, съхраняван във Ватиканската библиотека. Написан е на 289 листа (318 на 205 mm) в Солун около 1270 година.
Ръкописът съдържа 35 писма, известни като Сократови писма, датирани от 2-ри или 3-ти век и написани от няколко автори.
Текстът на ръкописа е публикуван през 1637 г. от Леоне Алачи.